# Stenobiella gallardi
Stenobiella gallardi är en insektsart som beskrevs av Tillyard 1916. Stenobiella gallardi ingår i släktet Stenobiella och familjen Berothidae. Inga underarter finns listade i Catalogue of Life.